# Eric Burlison

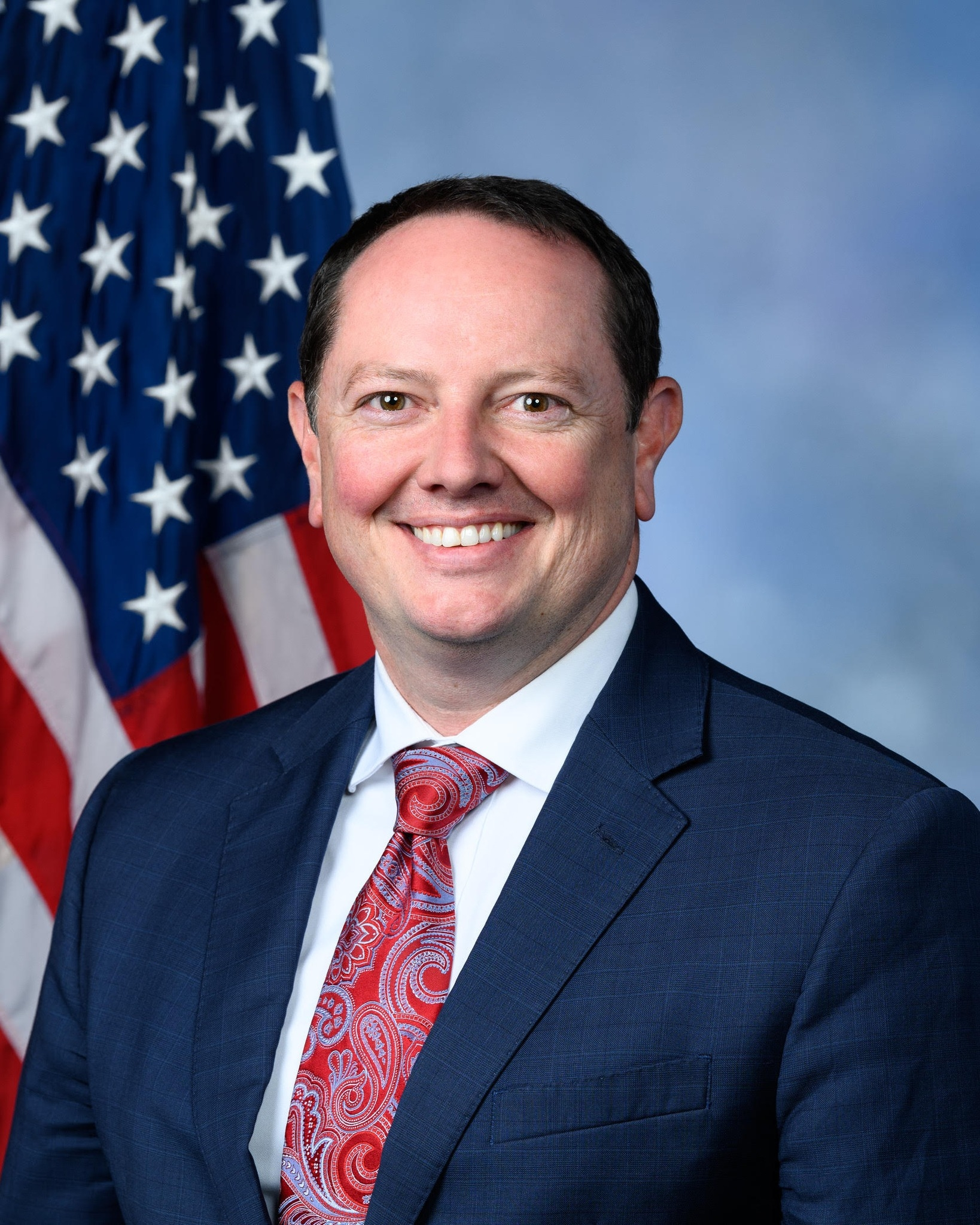
Eric Burlison (2023)

Eric Wayne Burlison (* 2. Oktober 1976 in Springfield, Missouri) ist ein US-amerikanischer Politiker, der als Mitglied der Republikanischen Partei seit 2023 den Bundesstaat Missouri im Repräsentantenhaus der Vereinigten Staaten für den siebten Distrikt vertritt. Zuvor war er Repräsentant des Distrikts 133 (Greene County) im Repräsentantenhaus von Missouri. Er wurde 2008 in das Repräsentantenhaus von Missouri gewählt und schied Ende 2016 aus dem Amt aus. 2018 wurde er in den Senat von Missouri gewählt, wo er den Distrikt 20 vertritt. Er wurde 2022 in das Repräsentantenhaus der Vereinigten Staaten gewählt.

## Persönliches Leben und Ausbildung
Als Absolvent der Parkview High School in Springfield 1995 erhielt Burlison 2000 einen Bachelor of Arts in Philosophie und 2002 einen Master of Business Administration von der Southwest Missouri State University.
Burlison war bei CoxHealth als Softwaretechniker angestellt, bevor er zum Business Analyst befördert wurde. Er arbeitet jetzt für Cerner Corporation.
Burlison ist Mitglied der Freedom of Road Riders, der Missouri Right to Life, der National Rifle Association und der Missouri Chamber of Commerce.
Burlison lebt mit seiner Frau Angie und ihren zwei Töchtern außerhalb von Springfield. Er besucht die Destiny Church in Republic und unterstützt aktiv Campus-Dienste wie The Potter’s House und Campus Crusade for ChristÄÄ. Burlison engagiert sich bei Big Brothers Big Sisters of the Ozarks und wurde 2005 zum Big Brother des Jahres ernannt. Er ist Vorstandsmitglied von ÄÄD.R.E.A.M und dem Harmony House für misshandelte und missbrauchte Frauen.

## Politische Karriere

### Repräsentantenhaus von Missouri
Burlison diente von 2009 bis 2016 im Repräsentantenhaus von Missouri. Während dieser Zeit war er Vorsitzender des House Committee on Professional Registration and Licensing und stellvertretender Vorsitzender des House Special Committee on Health Insurance.
Im Jahr 2011 lieferte Burlison eine Gesetzesvorlage, die es Missouri ermöglichte, dem Health Care Compact beizutreten. Der Vertrag wurde in Missouri und sieben weiteren US-Bundesstaaten zum Gesetz.
Im Jahr 2014 verabschiedete Burlison ein Gesetz, um Kindern mit Lese- und Rechtschreibstörung einen besseren Zugang zu Bildungsdiensten zu ermöglichen. Die Gesetzgebung fügte Lese- und Rechtschreibstörung zu einem staatlichen Zuschussprogramm hinzu, um den Familien von Kindern mit Behinderungen zu helfen, spezielle Bildungsprogramme zu bezahlen.
Im Jahr 2016 liefte Burlison ein Gesetz zur Abschaffung verdeckten und Tragen von Waffen in Missouri und setzte dieses in die Tat um.

### Senat von Missouri
2018 wurde Burlison in den Senat von Missouri gewählt und vertritt dort den 20. Bezirk, der Christian Countys und einen Teil des Greene Countys umfasst. Zu Burlisons Ausschussaufgaben gehörten:
- Handel, Verbraucherschutz, Energie und Umwelt
- Allgemeine Gesetze
- Versicherungen und Banken
- Berufsregistrierung (Stellvertretender Vorsitzender)
- Mittelstand und Industrie (Leiter)
- Gemeinsamer Ausschuss für Rechenschaftspflicht der Regierung
- Gremium des Untersuchungsfonds für Cyberkriminalität
- Missouri Consolidated Health Care Plan Board of Trustees
- Staatliche Aufzeichnungskommission

### Repräsentantenhaus der Vereinigten Staaten

#### Wahlen
Eric Butlison trat bei der Wahl zum Repräsentantenhaus 2022 an, nachdem Billy Long auf eine entire Wiederwahl verzichtet hatte, um bei der Senatswahl 2022 antreten zu können. Er stellten sich im Vorwahlkampf als konservativster Gesetzgeber im Parlament Missouris dar und wurde von Ted Cruz, dem Club of Growth, der Conservative Political Action Conference, dem Freedom Caucus und der Anti-Abtreibungsgruppe Missouri Right to Life unterstützt. Er entschied die Vorwahl mit 38,2 % gegen sieben Mitbewerber für sich. Burlison besiegte in der Hauptwahl im November 2022 die demokratische Kandidatin Kristen Radaker-Sheafer im Rennen um den siebten Kongressbezirk von Missouri mit 70,9 % der Stimmen gegenüber den 26,9 % von Radaker-Shefer. Seine Amtszeit im 118. Kongress der Vereinigten Staaten begann am 3. Januar 2023. In der folgenden Kongresswahl 2024 setzte sich Butlison in der Vorwahl gegen drei Herausforderer mit 83,1 % durch. In der Hauptwahl traf er auf die Demokratin Missi Hesketh und verteidigte seinen Sitz mit 71,6 %.

#### Amtszeit
In einer Rede im Repräsentantenhaus zu Beginn seiner Amtszeit kritisierte Burlison DirecTV dafür, Newsmax TV aus seinen Listen entfernt zu haben. Er berief sich auf den Holocaust, während er die Aktionen von DirecTV verurteilte, zitierte das Gedicht „First they came…“ von Martin Niemöller und deutete an, dass Kabelgesellschaften Konservative zensieren würden.

### Wahlergebnisse

#### Wahlergebnisse (Repräsentantenhaus von Missouri)
| Politische Partei      | Kandidat      | Stimmen | Prozent      |
| ---------------------- | ------------- | ------- | ------------ |
| Republikanische Partei | Eric Burlison | 11.060  | 57,9 Prozent |
| Demokratische Partei   | Nick Beatty   | 8.047   | 42,1 Prozent |

| Politische Partei      | Kandidat      | Stimmen | Prozent      | Veränderung    |
| ---------------------- | ------------- | ------- | ------------ | -------------- |
| Republikanische Partei | Eric Burlison | 8.381   | 71,3 Prozent | + 13,4 Prozent |
| Demokratische Partei   | Devon Cheek   | 3.372   | 28,7 Prozent | - 13,4 Prozent |

| Politische Partei      | Kandidat                | Stimmen | Prozent      | Veränderung   |
| ---------------------- | ----------------------- | ------- | ------------ | ------------- |
| Republikanische Partei | Eric Burlison           | 11.878  | 70,5 Prozent | - 0,8 Prozent |
| Demokratische Partei   | Nicholas Ivan Ladendorf | 4.972   | 29,5 Prozent | + 0,8 Prozent |

| Politische Partei      | Kandidat      | Stimmen | Prozent       | Veränderung    |
| ---------------------- | ------------- | ------- | ------------- | -------------- |
| Republikanische Partei | Eric Burlison | 7.047   | 100,0 Prozent | + 29,5 Prozent |

#### Wahlergebnisse (Senat von Missouri)
| Politische Partei      | Kandidat      | Stimmen | Prozent      |
| ---------------------- | ------------- | ------- | ------------ |
| Republikanische Partei | Eric Burlison | 62.209  | 73,9 Prozent |
| Demokratische Partei   | Jim Bellido   | 22.004  | 26,1 Prozent |

#### Wahlergebnisse (Repräsentantenhaus der Vereinigten Staaten)
| Politische Partei      | Kandidat                | Stimmen | Prozent      |
| ---------------------- | ----------------------- | ------- | ------------ |
| Republikanische Partei | Eric Burlison           | 178.592 | 73,9 Prozent |
| Demokratische Partei   | Kristen Radaker-Sheafer | 67.485  | 26,8 Prozent |
| Libertarian Party      | Kevin A. Craig          | 5.869   | 2,3 Prozent  |

| Politische Partei      | Kandidat       | Stimmen | Prozent      |
| ---------------------- | -------------- | ------- | ------------ |
| Republikanische Partei | Eric Burlison  | 263.231 | 71,6 Prozent |
| Demokratische Partei   | Missi Hesketh  | 96.655  | 26,3 Prozent |
| Libertarian Party      | Kevin A. Craig | 7.982   | 2,2 Prozent  |